# Euplinthus
Euplinthus là một chi bọ cánh cứng trong họ 
Elateridae.
Chi này được miêu tả khoa học năm 1975 bởi Costa.

## Các loài
Các loài trong chi này gồm:
- Euplinthus notatissimus (Candèze, 1857)
- Euplinthus ophthalmicus (Perty, 1830)